# Église Saint-Pierre-Saint-Paul de Chigné
Pour les articles homonymes, voir Église Saint-Pierre-et-Saint-Paul.
L'église Saint-Pierre-Saint-Paul est une église située à Chigné, en France.

## Localisation
L'église est située dans le département français de Maine-et-Loire, sur la commune de Chigné.

## Historique
L'édifice est classé au titre des monuments historiques en 1974.